# (1191) Alfaterna
(1191) Alfaterna ist ein Asteroid des Hauptgürtels, der am 11. Februar 1931 vom italienischen Astronomen Luigi Volta in Pino Torinese entdeckt wurde.
Der Name des Asteroiden ist abgeleitet von der antiken Stadt Nuceria Alfaterna, gelegen zwischen Pompeji und Salerno. Hier befindet sich heute der Ort Nocera Inferiore.